# Bahnstrecke Landsberg am Lech–Schongau
| |                        |                                       |                                       |
| Streckennummer (DB): | 5365                   |                                       |                                       |
| Kursbuchstrecke (DB): | 404a (alt), 982 (1984) |                                       |                                       |
| Kursbuchstrecke: | 404a (1946)            |                                       |                                       |
| Streckenlänge: | 28,700 km              |                                       |                                       |
| Spurweite: | 1435 mm (Normalspur)   |                                       |                                       |
| Streckenklasse: | D4                     |                                       |                                       |
| Maximale Neigung: | 22,5 ‰                 |                                       |                                       |
| Minimaler Radius: | 190 m                  |                                       |                                       |
| Streckengeschwindigkeit: | 50 km/h                |                                       |                                       |
| |                        |                                       |                                       |
| \| \| \| von Kaufering \| \| \| \| 0,000 \| Landsberg (Lech) \| 586 m \| \| \| 2,500 \| Anst Erpfting-Friedheim \| Anst Erpfting-Friedheim \| \| \| 2,612 \| Bundesstraße 17 (20 m) \| Bundesstraße 17 (20 m) \| \| \| 3,400 \| Erpfting-Friedheim \| Erpfting-Friedheim \| \| \| 5,300 \| Ellighofen (Bedarfshalt) \| Ellighofen (Bedarfshalt) \| \| \| 7,860 \| Unterdießen \| 638 m \| \| \| 9,100 \| Oberdießen (bis 1928) \| Oberdießen (bis 1928) \| \| \| 12,075 \| Asch-Leeder (Anst, ehem. Bf) \| 655 m \| \| \| 15,632 \| Denklingen (Schwab) (Anst, ehem. Bf) \| 684 m \| \| \| 20,114 \| Kinsau (Anst, ehem. Bf) \| 713 m \| \| \| \| Anschluss Holzstofffabrik (1907–1929) \| \| \| \| 24,250 \| Hohenfurch \| Hohenfurch \| \| \| 25,965 \| Bundesstraße 17 (30 m) \| Bundesstraße 17 (30 m) \| \| \| \| von Kaufbeuren \| \| \| \| 28,700 \| Schongau \| 681 m \| \| \| \| nach Peißenberg \| \| \| \| \| \| \| \| Quellen: [1][2][3][4][5] \| \| \| \| |                        |                                       |                                       |
| Strecke |                        | von Kaufering                         | von Kaufering                         |
| Bahnhof | 0,000                  | Landsberg (Lech)                      | 586 m                                 |
| ehemalige Blockstelle | 2,500                  | Anst Erpfting-Friedheim               | Anst Erpfting-Friedheim               |
| Brücke | 2,612                  | Bundesstraße 17 (20 m)                | Bundesstraße 17 (20 m)                |
| ehemaliger Haltepunkt / Haltestelle | 3,400                  | Erpfting-Friedheim                    | Erpfting-Friedheim                    |
| ehemaliger Haltepunkt / Haltestelle | 5,300                  | Ellighofen (Bedarfshalt)              | Ellighofen (Bedarfshalt)              |
| ehemaliger Bahnhof | 7,860                  | Unterdießen                           | 638 m                                 |
| ehemaliger Haltepunkt / Haltestelle | 9,100                  | Oberdießen (bis 1928)                 | Oberdießen (bis 1928)                 |
| Blockstelle | 12,075                 | Asch-Leeder (Anst, ehem. Bf)          | 655 m                                 |
| Blockstelle | 15,632                 | Denklingen (Schwab) (Anst, ehem. Bf)  | 684 m                                 |
| Blockstelle | 20,114                 | Kinsau (Anst, ehem. Bf)               | 713 m                                 |
| Abzweig geradeaus und ehemals nach links |                        | Anschluss Holzstofffabrik (1907–1929) | Anschluss Holzstofffabrik (1907–1929) |
| ehemaliger Bahnhof | 24,250                 | Hohenfurch                            | Hohenfurch                            |
| Brücke | 25,965                 | Bundesstraße 17 (30 m)                | Bundesstraße 17 (30 m)                |
| Abzweig geradeaus und ehemals von rechts |                        | von Kaufbeuren                        | von Kaufbeuren                        |
| Bahnhof | 28,700                 | Schongau                              | 681 m                                 |
| Strecke |                        | nach Peißenberg                       | nach Peißenberg                       |
| |                        |                                       |                                       |
| Quellen: |                        |                                       |                                       |

Die Bahnstrecke Landsberg am Lech–Schongau, auch Fuchstalbahn genannt, ist eine eingleisige, nicht elektrifizierte Nebenbahn in Bayern. Sie führt von Landsberg am Lech über Fuchstal, Denklingen und Hohenfurch nach Schongau.

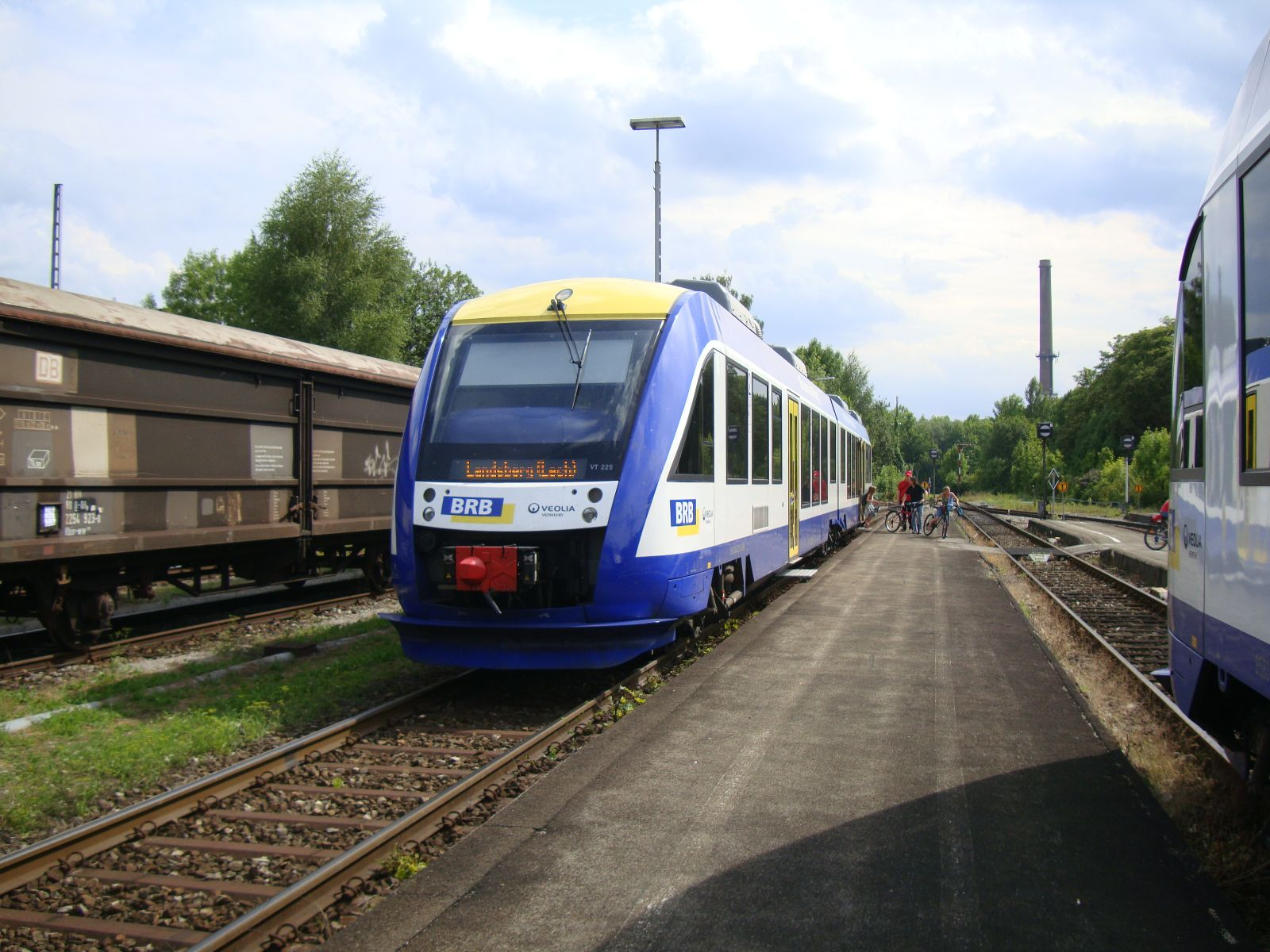
VT 225 „Peiting“ der Bayerischen Regiobahn im Bahnhof Schongau auf Fuchstalbahn-Sonderfahrt, August 2009

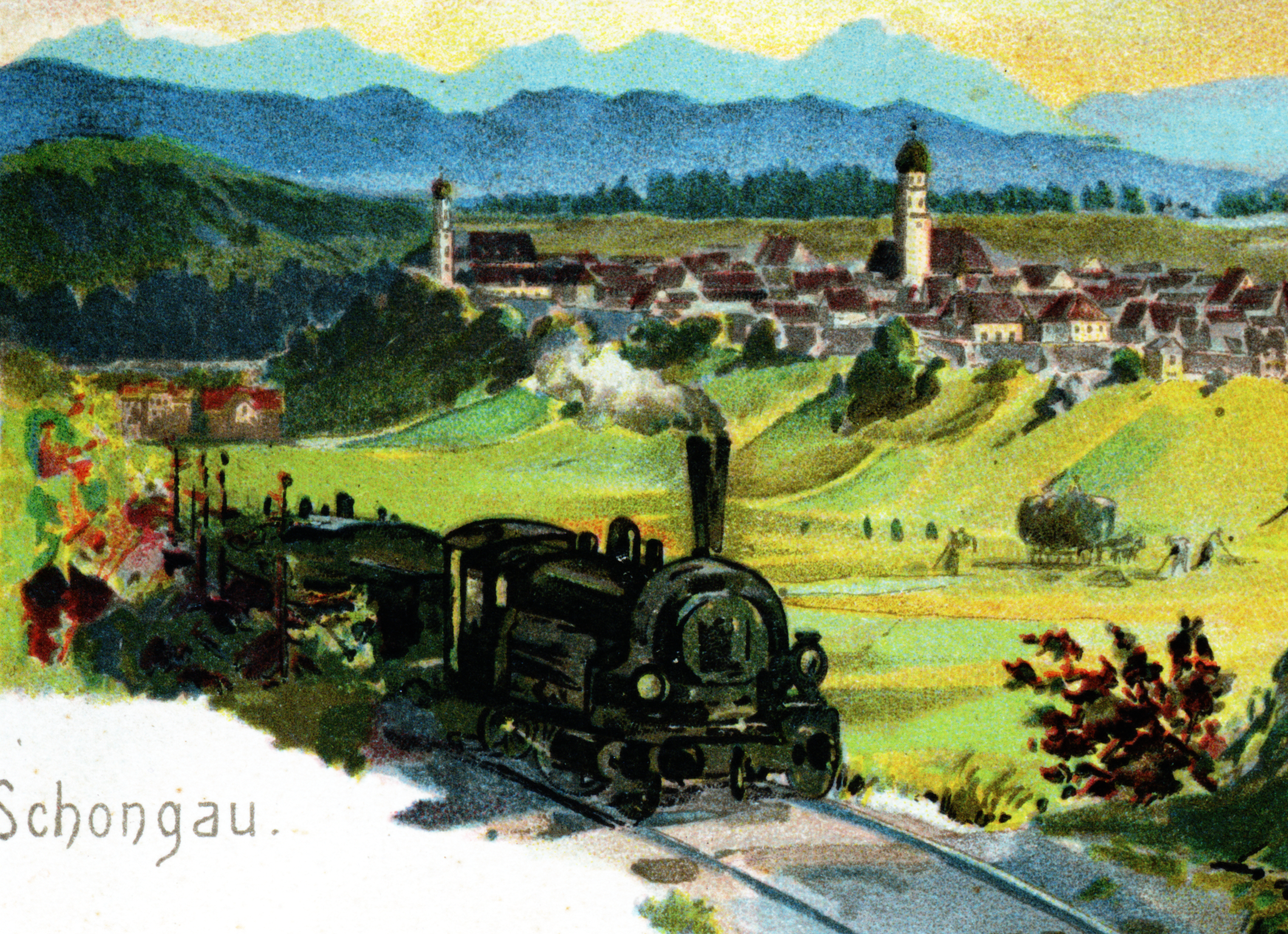
Nördlich Schongau, um 1900

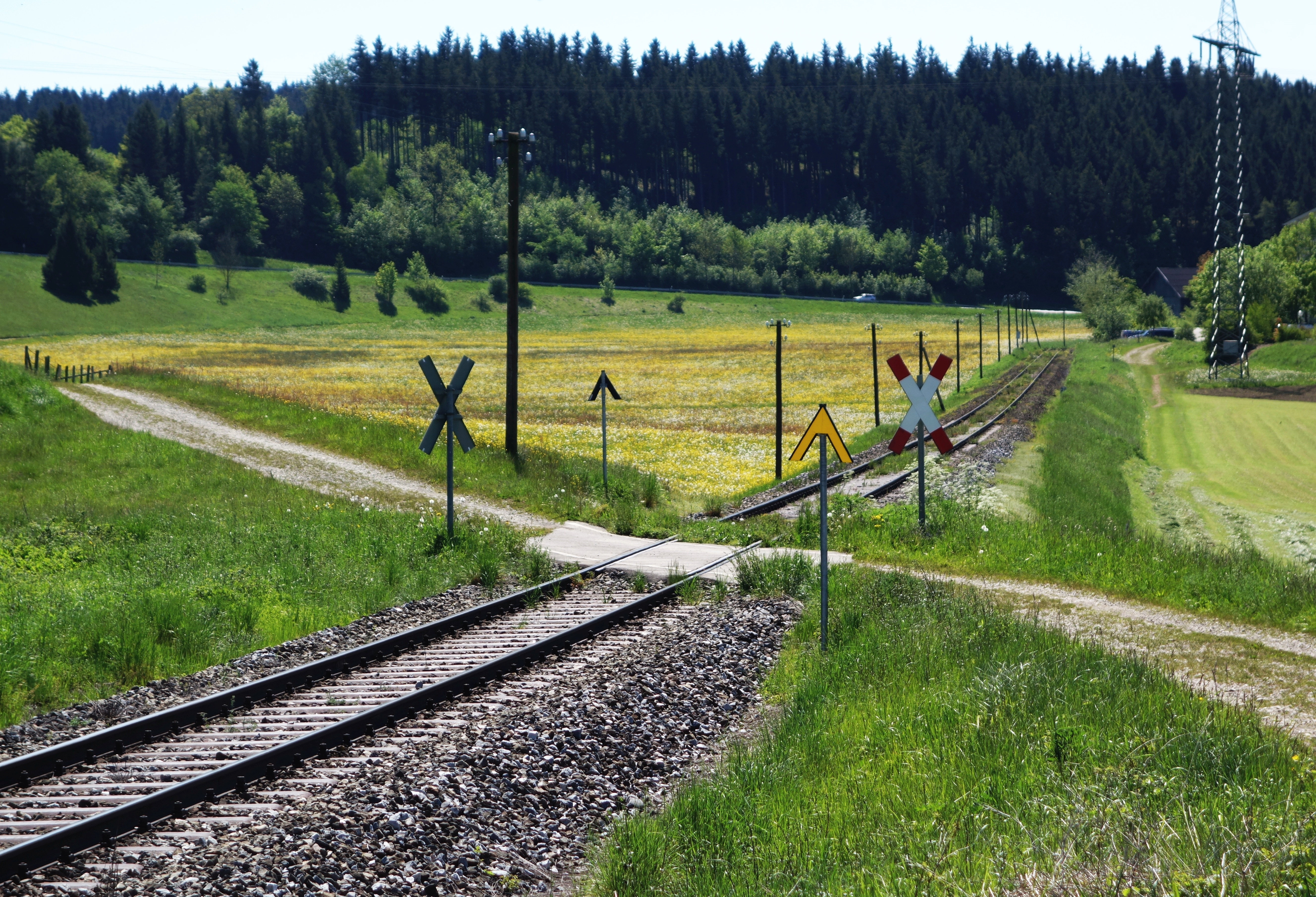
Nördlich Schongau, Mai 2014

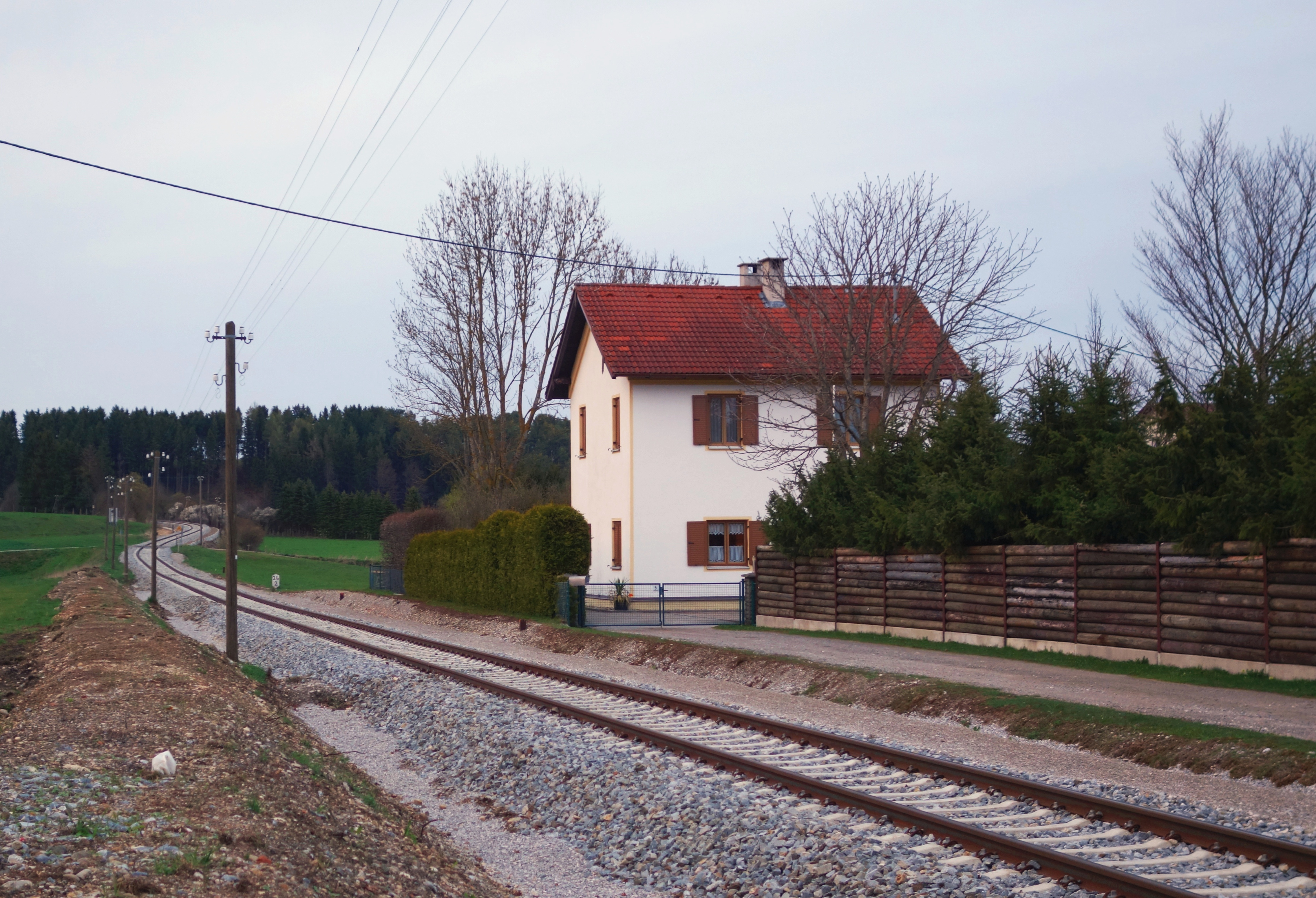
Ehemaliger Bahnhof Hohenfurch, April 2014

## Geschichte
Am 1. November 1872 wurde die Bahnstrecke Kaufering–Landsberg am Lech eröffnet, womit Landsberg seinen Eisenbahnanschluss erhielt. Die daran anschließende Fuchstalbahn wurde am 16. November 1886 für den Verkehr freigegeben. Von 1907 bis 1929 zweigte am Bahnhof Kinsau die Kinsauer Zahnradbahn ab, die als Werkbahn die am Lech gelegene Holzstofffabrik der Aktiengesellschaft Papierfabrik Hegge anschloss.
1984 wurde der regelmäßige Personenverkehr auf dieser Strecke eingestellt, während der Güterverkehr ab 1998 von der Augsburger Localbahn kontinuierlich durchgeführt wurde. Ende 2018 fuhren täglich zwei Zugpaare im Regelbetrieb. Nachdem das jährliche Transportaufkommen 2012–2018 von 1,2 Millionen auf 840.000 Tonnen gesunken sei, hat sich die Augsburger Localbahn von dieser Strecke zurückgezogen, und die DB Cargo hat den Betrieb Anfang 2019 übernommen. Dabei sollen sämtliche bisherigen Kunden unverändert weiter bedient werden.
Seit Anfang 2025 befördert die AL im Auftrag der Rail Cargo Logistics wieder Güterwagen zwischen Augsburg und dem UPM-Kymmene-Werk Schongau. DB Cargo beliefert die UPM-Fabrik seit Ende 2024 hingegen nicht mehr regelmäßig, fährt aber weiterhin Asch-Leeder, Denklingen und Kinsau an.
Die Streckenbesitzerin DB Netz sanierte 2010–2013 den Großteil der Strecke und tauschte hierzu Gleise und Schwellen aus.
Dabei wurden im Oktober 2013 die vorhandenen Reste des Bahnsteigs im ehemaligen Bahnhof Hohenfurch abgebaut. Die Sanierung wurde jedoch abgebrochen, bevor der südliche Streckenabschnitt Hohenfurch–Schongau an die Reihe gekommen wäre.

### Sonderfahrten
Der Verein Initiative Fuchstalbahn e. V. organisierte bis 2015 hin und wieder Sonderfahrten in Kooperation mit Eisenbahnverkehrsunternehmen sowohl mit historischen Dampfzügen als auch mit modernen Triebzügen (so an den Sommerferienwochenenden 2009 mit einem Triebwagen der Bayerischen Regiobahn), zuletzt im Juli 2015 auch mit einem historischen Schienenbus der Baureihe VT 98. Im April 2018 beschloss der Verein seine Auflösung. Die Schienenbus-Sonderfahrten werden seither vom Bahnpark Augsburg organisiert und im Oktober 2018 sowie im September 2019 durchgeführt.

### Mögliche Reaktivierung des Personenverkehrs
Im Kontrast zum immer weiter steigenden Verkehrsaufkommen auf der parallel verlaufenden Bundesstraße 17 und der positiven Wanderungsbilanz in die Regionen um München, insbesondere der Region Lech, forderte die Initiative Fuchstalbahn e. V. bis zu ihrer Auflösung 2018 die Wiederaufnahme des Personenverkehrs auf der Strecke.
Im Jahr 2002 hatte ein Gutachten eine Reaktivierung des Personenverkehrs positiv bewertet, die bayerische Staatsregierung lehnte dies jedoch wegen der seinerzeit auf 10–13 Millionen Euro bezifferten Kosten zur Wiedererrichtung der Infrastruktur ab. Mitte 2013 unterstützte auch der Landkreis Landsberg am Lech die Reaktivierungsforderungen. Bedenken wurden jedoch in der Stadtverwaltung von Landsberg am Lech u. a. wegen der dadurch häufiger geschlossenen Bahnschranken über Hauptverkehrsstraßen im Stadtbereich geäußert. Mitte 2013 wurde die Einholung eines aktualisierten Gutachtens diskutiert, das je zur Hälfte vom Landkreis Landsberg und vom Landkreis Weilheim-Schongau finanziert werden und 2014 vorliegen sollte. Mit Stand Dezember 2013 war es jedoch nicht in Auftrag gegeben. Im Februar 2014 äußerte sich der bayerische Verkehrsminister Joachim Herrmann ablehnend zu einer Mitwirkung der Planung, Finanzierung und Kontrolle des Schienennahverkehrs zuständigen Bayerischen Eisenbahngesellschaft an einem solchen Gutachten. Mitte 2014 wurden die Infrastrukturkosten – Errichtung der benötigten Haltepunkte, Sicherung der Bahnübergänge und entsprechende
Sicherungstechnik (Streckenstellwerk) – auf etwa 20 Millionen Euro geschätzt, die zu erheblichem Teil von den beteiligten Gemeinden zu tragen wären.
Laut einem Zeitungsbericht vom August 2016 ist neben anderen Voraussetzungen ein durch eine gesicherte Prognose belegtes Potenzial von mindestens tausend Reisenden pro Werktag erforderlich; daran hätten die zuständigen Fachbehörden jedoch „erhebliche Zweifel“ wegen der verhältnismäßig dünnen Besiedlung der Region, der siedlungsfernen Lage vieler Bahnstationen und der guten Ausbauqualität der parallel laufenden Bundesstraße 17. Ein Antrag der FDP im bayerischen Landtag, dieses Kriterium zu kippen, scheiterte am 6. November 2019.
Laut einer im Oktober 2017 getroffenen Aussage des Geschäftsführers der Bayerischen Eisenbahngesellschaft, Johann Niggl, ist die Reaktivierung des Personenverkehrs auf der Fuchstalbahn „kein Thema mehr“. Auch Vertreter der an der Strecke liegenden Gemeinden stehen einem solchen Vorhaben gemäß Zeitungsberichten vom Juli 2016 und Juli 2019 mittlerweile skeptisch gegenüber. Am 25. Oktober 2019 sprach sich jedoch der Kreistag des Landkreises Weilheim-Schongau einstimmig für eine Reaktivierung des Personenverkehrs aus.
2022 wurde erneut eine Reaktivierung gefordert.
Gerüchten über eine Stilllegung wurde 2018 in Zeitungsberichten widersprochen, laut einem Zeitungsbericht vom September 2019 war jedoch der Bestand der Strecke „noch nicht zu hundert Prozent gesichert“. Ende November 2019 wurde hingegen über eine Zusicherung der Deutschen Bahn berichtet, eine Stilllegung sei „vom Tisch“.
Nachdem sich die Kreistage der beiden Anrainerlandkreise Landsberg am Lech und Weilheim-Schongau für eine Reaktivierung aussprachen, beauftragte das Bayerisches Verkehrsministerium im August 2023 die Bayerische Eisenbahngesellschaft mit der Untersuchung des Fahrgastpotenzial auf der Strecke rechnete. Ergebnisse wurden zunächst für Sommer 2024, später für das erste Quartal 2025 angekündigt. Im Juli 2025 war die Untersuchung immer noch nicht abgeschlossen.

#### Möglicher Haltepunkt Schongau-Nord
Es gibt Überlegungen, die auf der Pfaffenwinkelbahn von Weilheim zum Bahnhof Schongau verkehrenden Züge über die Fuchstalbahn nach Norden zu einem neuen, beim Schongauer Krankenhaus gelegenen Haltepunkt Schongau-Nord weiterfahren zu lassen. Die Kosten dafür werden mit 20 Millionen Euro veranschlagt, von denen 18 Millionen auf den dann erforderlichen Neubau des Stellwerkes Schongau entfallen würden. Außerdem seien die Errichtung einer Wendemöglichkeit sowie spezielle Baumaßnahmen wegen der Lage in einer Hangschräge notwendig.